# Jelena Alexandrowna Afanassjewa

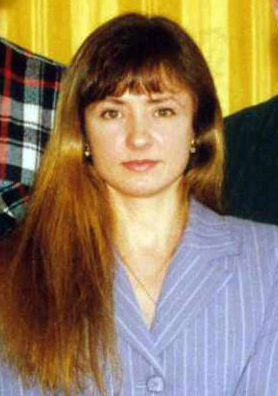
Jelena Alexandrowna Afanassjewa, 2021

Jelena Alexandrowna Afanassjewa (russisch Елена Александровна Афанасьева, engl. Transkription Yelena Afanasyeva, geb. Власова – Wlassowa – Vlasova; * 1. März 1967 in Kulebaki) ist eine ehemalige russische Mittelstreckenläuferin, die ihre Karriere noch in der Sowjetunion begann und 1998 Europameisterin wurde.

## Leben
1988 lief sie – noch unter ihrem Geburtsnamen startend – eine Zeit von 1:57,77 min, nach Heirat und Wettkampfpause kehrte sie 1991 auf die Laufbahn zurück. Ihre erste internationale Medaille gewann sie 1992, als sie für die GUS bei den Halleneuropameisterschaften in Genua antrat. In 2:00,69 min gewann sie Bronze hinter der Rumänin Ella Kovacs und ihrer Mannschaftskameradin Inna Jewsejewa. Ein Jahr später bei den Hallenweltmeisterschaften in Toronto belegte sie in 2:01,87 min den vierten Platz. Im Freien bei den Weltmeisterschaften 1993 in Stuttgart schied sie im Vorlauf aus.
Am 4. Februar 1994 stellte in Moskau die russische 4-mal-800-Meter-Staffel in der Aufstellung Olga Kusnezowa, Jelena Afanasjewa, Jelena Saizewa und Jekaterina Podkopajewa in 8:18,71 min einen Hallenweltrekord auf, der erst 2007 unterboten wurde. Bei den Hallenweltmeisterschaften 1995 in Barcelona gewann Afanassjewa in 1:59,79 min Silber hinter Maria de Lurdes Mutola aus Mosambik. In der Freiluftsaison 1995 gewann sie ihren ersten russischen Meistertitel, schied aber bei den Weltmeisterschaften 1995 in Göteborg im Halbfinale aus. Bei den Olympischen Spielen 1996 erreichte sie das Finale, wobei sie im Halbfinale ihre acht Jahre alte Bestleistung egalisierte. Im Finale lief sie 1:59,57 min und wurde Fünfte.
Im Jahr darauf erreichte Afanassjewa erstmals das Finale bei Weltmeisterschaften und gewann bei den Weltmeisterschaften 1997 in Athen die Silbermedaille in 1:57,56 min hinter Ana Fidelia Quirot (CUB). Im Ziel hatte sie drei Hundertstelsekunden Vorsprung auf Maria de Lurdes Mutola. Eine Woche nach den Weltmeisterschaften stellte sie beim Meeting Weltklasse Zürich in 1:56,61 min eine neue persönliche Bestleistung auf, das Rennen sollte ihr schnellstes bleiben. 1998 gewann sie ihren zweiten russischen Meistertitel. Bei den Europameisterschaften 1998 in Budapest war sie die eindeutig stärkste Läuferin im Feld und gewann in 1:58,50 min vor der Schwedin Malin Ewerlöf und Stephanie Graf aus Österreich. Ihren letzten großen internationalen Auftritt hatte Afanassjewa bei den Hallenweltmeisterschaften 2001 in Lissabon. In 2:02,17 min wurde sie noch einmal Fünfte.
Jelena Afanassjewa ist 1,64 m groß und wog im Wettkampf 56 kg.

## Bestzeiten
- 800 Meter: 1:56,61 min (1997)
- 1000 Meter: 2:34,60 min (1998)
- 1500 Meter: 4:07,8 min (1988)